# 宮島達夫
宮島 達夫（みやじま たつお、1931年8月3日 - 2015年12月5日）は、日本の言語学者、国語学者。

## 生涯
茨城県水海道町（現・常総市）生まれ。1953年東京大学文学部国文科卒業、同大学院修士課程修了。国立国語研究所勤務ののち、1991年より大阪大学文学部教授、1995年より京都橘女子大学教授、2005年校名変更により京都橘大学教授、2009年退任。国立国語研究所名誉所員。
心筋梗塞で死去。享年84歳。

## 業績
言語学研究会の主要なメンバーの一人で、教育科学研究会・国語部会その他における言語教育（主に語彙教育）においても指導的役割を果たしている。宮島は語彙論を「言語の基本的単位で、単語の語彙的性質を研究する分野」としているが、これは言語学研究会の言語観を基盤としているもので、形態論や構文論とセットで考える伝統的な言語学の枠組みである。大量の実例から意味を帰納する分析法（いわゆる実例主義の意味分析）を実行し、精緻な意味記述によって有効性や妥当性を示しているが、その飽くなき姿勢は後の大規模コーパスの構築に理論的根拠を与えることになった。さらに文献資料に基づく従前の語彙史研究とは異なる計量的な語彙史研究というべきものとして、「基本語ないし高頻度語1000語の初出年代を調べた上で、各年代の語彙量を時間軸上に配置し、それがどのような成長曲線を描くかについて、複数の語彙から比較する」という方法論がある。
また出身を生かして長塚節『土』の朗読を行い記録した。

## 著書

### 単著
- 『単語指導ノート』（むぎ書房、1968年）
- 『古典対照語彙表』（笠間書院、1971年）
- 『動詞の意味・用法の記述的研究』[注 1]（秀英出版、1972年）
- 『専門語の研究』[注 1]（秀英出版、1981年）
- 『雑誌用語の変遷』[注 1]（秀英出版、1987年）
- 『語彙論研究』（むぎ書房、1994年）
- 『言語史の計量的研究』（笠間書院、2019年）

### 共著
- 教科研東京国語部会・言語教育研究サークル『文法教育：その内容と方法』（むぎ書房、1963年、坂本英子・鈴木重幸・鈴木康之・高木一彦と共著）
- 教科研東京国語部会・言語教育研究サークル『語彙教育：その内容と方法』（むぎ書房、1963年、坂本英子・鈴木重幸・鈴木康之と共著）
- 『国語国字問題の理論』（むぎ書房、1977年、鈴木重幸・鈴木康之と共著）